# Meester!
Meester! was een komische jeugdserie van productiehuis Beeldhuis uit 1993 die uitgezonden werd op VTM.  De serie is een remake van het BRT-programma Meester, hij begint weer! waarin Frank Dingenen opnieuw in de huid kruipt van meester André Buys.
De regie was van Frank Van Mechelen. De reeks liep 1 seizoen en er werden 13 afleveringen gemaakt. Elke aflevering bestond uit een afgeronde verhaallijn.  De serie werd in 1999 op Kanaal2 en in 2002 op VTM heruitgezonden en was in 2021 opnieuw te zien op VTM GOLD.

## Concept
Meester André Buys (Frank Dingenen) solliciteert voor een nieuwe job in de Streberschool, geleid door de egoïstisch directrice Josiane Van Tielt (Wendy Van Wanten). Hij krijgt echter al snel af te rekenen met een nieuwe generatie onhandelbare leerlingen, cynische collega's en een bemoeizieke conciërge (Jos Geens).
In de serie zijn enkele jonge acteurs te zien die later zouden uitgroeien tot bekende schermgezichten, zoals Sandrine André, Werner De Smedt, Pieter Embrechts en Geert Hunaerts. Voor die laatste twee was de reeks hun tv-debuut.

## Rolverdeling
| Acteur              | Personage           |
| ------------------- | ------------------- |
| Frank Dingenen      | André Buys          |
| Wendy Van Wanten    | Josiane Van Tielt   |
| Jos Geens           | Lode Debode         |
| Camilia Blereau     | Juffrouw Baarmakers |
| Marie-Rose Dingenen | Juffrouw d'Hondt    |
| Nicole Persy        | Juffrouw Plon       |
| Jan De Bruyne       | Mijnheer Wampers    |
| Paul Schrijvers     | Mijnheer De Decker  |
| Luc Springuel       | Mijnheer Kloeck     |
| Sandrine André      | Sandrine            |
| Ianka Fleerackers   | Anneke              |
| Mireille Vaessen    | Mireille            |
| Werner De Smedt     | Werner              |
| Pieter Embrechts    | Benjamin            |
| Geert Hunaerts      | Geert               |

## Afleveringen
1. Binnen zonder kloppen!
2. Het schoolkrantje
3. Bruce = een snoes!
4. 1 klas, 2 meesters...
5. De oud-leerlingendag
6. Drugpreventie
7. Geef hier, dat papier!...
8. De stress-les
9. De 24u. van Buys
10. De muizeval
11. El Sympatico
12. Ruitenwassers m/v
13. Een nieuwe thuis voor Buys?